# (36892) 2000 SB169
2000 SB169 (asteroide 36892) é um asteroide da cintura principal. Possui uma excentricidade de 0.11524300 e uma inclinação de 7.37571º.
Este asteroide foi descoberto no dia 23 de setembro de 2000 por LINEAR em Socorro.